# Wurfbainia vera
Wurfbainia vera là một loài thực vật có hoa trong họ Gừng. Loài này được Elizabeth Blackwell đặt tên là Amomum verum trong tiêu bản 371 sách Herbarium Blackwellianum năm 1757. François Gagnepain công bố mô tả khoa học đầu tiên năm 1906 dưới danh pháp Amomum krervanh - theo tên mà Jean Baptiste Louis Pierre đặt cho các mẫu vật được ông thu thập tại dãy núi Krevanh năm 1870, dù ông vẫn dẫn chiếu nó tới Amomum verum với lý do ‘Au nom de Blackwell, A. verum, nous préférons celui donné par Pierre, qui a contribué plus que personne à faire connaître cette espèce intéressante et depuis si longtemps mal connue’ (thay vì tên gọi A. verum của Blackwell, chúng tôi chọn tên do Pierre đặt, vì ông là người đã đóng góp nhiều hơn bất kỳ ai để làm cho loài thú vị và ít được biết đến trong một thời gian dài này được người ta biết đến). Điều này mâu thuẫn và vi phạm nguyên tắc độ ưu tiên của ICN, vì thế A. krervanh là tên không hợp lệ và dư thừa (nomen illegitimum nomen superfluum). Vichith Lamxay và Mark Fleming Newman định danh lại nó là A. verum.
Năm 2018 Jana Leong-Škorničková và Axel Dalberg Poulsen chuyển nó sang chi Wurfbainia.

## Phân bố
Loài này có tại miền nam Đông Dương (bao gồm Campuchia, Thái Lan, Việt Nam?) và đảo Sumatra.

## Mô tả
Cây thân thảo mọc thành cụm cao đến 3–4 m; thân rễ đường kính 0,5–2 cm, nhẵn nhụi; rễ cọc đường kính khoảng 0,2–0,3 cm, có lông măng; khoảng giữa các thân giả khoảng 10 cm, vảy như da, nhẵn nhụi, mặt ngoài nhẵn, mặt trong có sọc. Thân giả với khoảng 18 lá trên mỗi thân giả, nhỏ dần về phía đỉnh, đôi khi hơi phồng ở gốc, đường kính khoảng 1–2 cm, có sọc, mặt ngoài rậm lông ở gốc và với lông dài, cứng ở mép các bẹ lá; lưỡi bẹ dài khoảng 0,4–0,8 cm, như da, mặt ngoài có lông dài cứng, đỉnh cụt đến có khía, mép có lông rung với các lông dài cứng; phiến không cuống, thuôn dài, 25–70 x 6–18 cm, nhẵn nhụi, đáy thon dài, đỉnh hình đuôi dài, mép có lông rung với các lông dài và cứng về phía đỉnh, gân chính nhẵn nhụi, nổi rõ phía dưới, các gân phụ lõm xuống. Cụm hoa phát sinh từ gốc, một đến vài cụm hoa trên mỗi thân giả; phần mang hoa thuôn dài đến elipxoit, khoảng 10 x 3–4 cm; cuống khoảng 4–26 x 0,3–0,6 cm, rậm lông; vảy hình tam giác đến hình mũi mác rộng, 0,5 x 1 cm ở gốc, 3–4 x 1–1,6 cm phía trên, thối rữa thành sợi, như giấy, mặt ngoài rậm lông, đỉnh nhọn, mép có lông rung; lá bắc hình tam giác hẹp đến hình trứng, 3–4 x 1–1,5 cm, có sọc, như da, đối diện với một hoa, mặt ngoài phủ nhiều lông dài và cứng, mặt trong có gân hình lông chim, đỉnh nhọn, mép có lông rung; lá bắc con hình ống, 2 răng, khoảng 2 x 0,3 cm, bao quanh đài hoa, dạng màng, có sọc, mặt ngoài lông nhung với lông dày, dài ở gốc, ống lá bắc dài khoảng 1,5 cm, có răng dài khoảng 0,5 cm, đỉnh nhọn. Không thấy hoa. Cuống chùm quả dài khoảng 10–26 cm; phần quả thuôn dài, đường kính 5–10 x 3–4 cm, khoảng 16–17 quả trên một chùm quả; quả hình cầu, có rãnh mịn, đường kính khoảng 1–1,2 cm, 3–4 thùy, màu nâu nhạt, nhẵn, rậm lông cứng. Hạt hình tam giác, đường kính 0,2–0,3 cm, áo hạt màu xám, khoảng 8 trên mỗi ngăn.
W. vera gần giống với W. testacea ở chỗ các lá bắc hình tam giác hẹp, có sọc, màu ánh trắng, được bao phủ bởi các lông dài và cứng, các bẹ lá và lưỡi bẹ có lông rung với các lông dài và cứng dọc theo mép và các quả có lông không có gờ, cánh hoặc gai, nhưng nó khác biệt đáng kể ở chỗ các lá bắc con dài hơn đài hoa và cuống ngắn của nó. Do đó, hai loài này được duy trì là khác biệt.